# Archethopolys kaibabus
Archethopolys kaibabus är en mångfotingart som beskrevs av Chamberlin 1930. Archethopolys kaibabus ingår i släktet Archethopolys och familjen stenkrypare. Inga underarter finns listade i Catalogue of Life.